# Sabine Mauderer

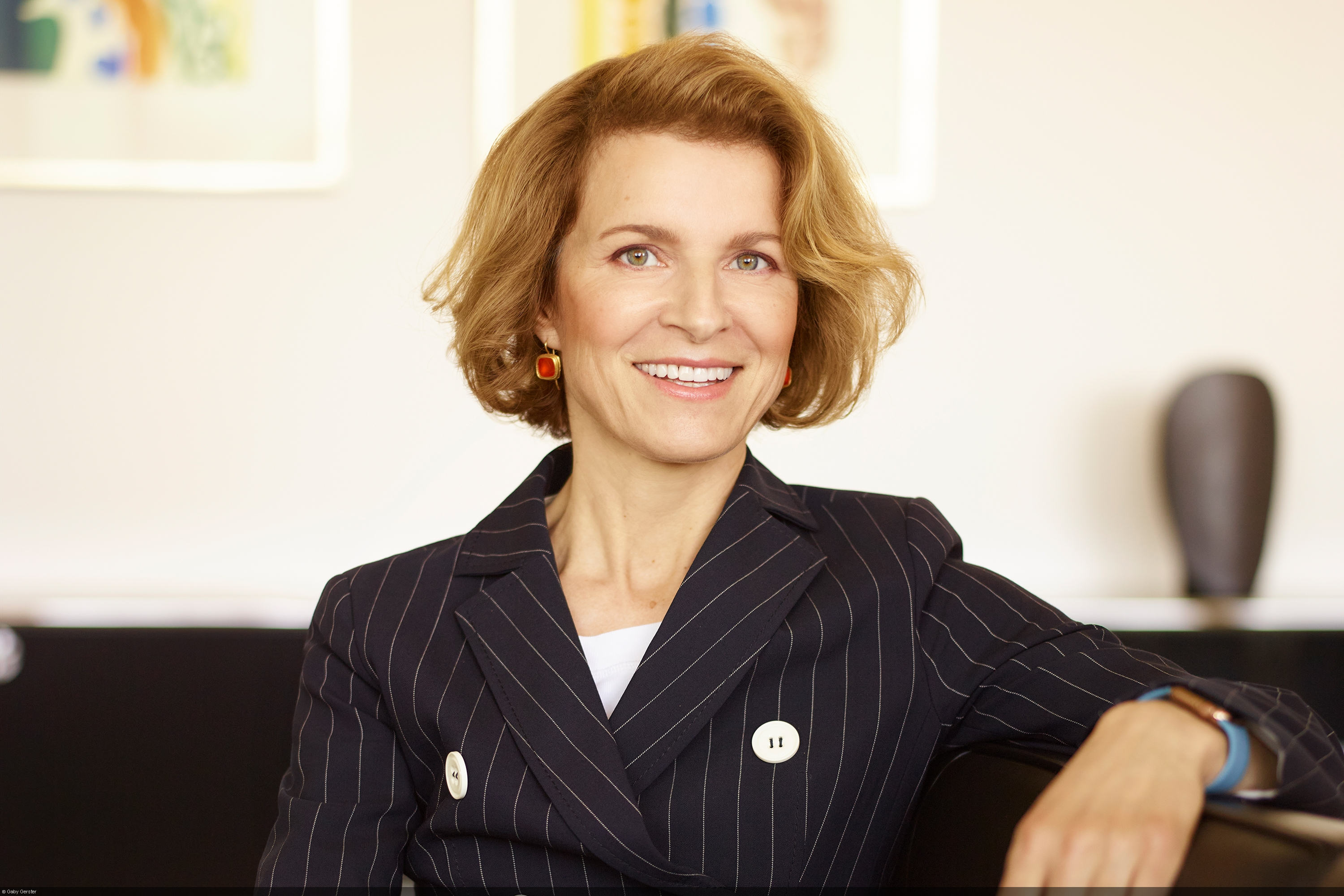
Sabine Mauderer (2021)

Sabine Mauderer (* 14. April 1970 in Schleswig) ist eine deutsche Juristin. Sie ist Vizepräsidentin der Deutschen Bundesbank.

## Leben
Mauderer studierte von 1992 bis 1997 Rechtswissenschaften an der Universität Osnabrück und der Universität Sevilla und sie promovierte von 1998 bis 2000 an der Universität Osnabrück. Sie war von 2000 bis 2002 Rechtsreferendarin am Oberlandesgericht Hamburg, von 2003 bis 2004 Referentin im Bundesministerium der Finanzen, von 2004 bis 2005 Referentin in der Deutschen Botschaft in Washington, D.C. und von 2005 bis 2006 persönliche Referentin der Parlamentarischen Staatssekretärin Barbara Hendricks im Bundesministerium der Finanzen. Von 2006 bis 2018 war sie in verschiedenen Rollen für die KfW Bankengruppe tätig, zuletzt als Direktorin; parallel absolvierte sie von 2007 bis 2009 ein Studium des Executive MBA an der ESSEC & Mannheim Business School. Seit 2018 ist sie Mitglied des Vorstandes der Deutschen Bundesbank. Seit 2024 ist sie Vizepräsidentin der Bundesbank.
Im Januar 2022 wurde sie zur stellvertretenden Vorsitzenden des Networks for Greening the Financial System (NGFS) ernannt. Im Januar 2024 übernahm sie für 2 Jahre den Vorsitz der Gruppe.

## Wirken
Mauderer steht für einen Kurs, der den Aspekt der Nachhaltigkeit im internationalen Finanzsystem zu integrieren sucht. Ein von ihr 2019 vorgelegtes Handbuch soll Zentralbanken den Anstoß geben, Nachhaltigkeitsaspekte in ihren Portfolios zu berücksichtigen, bspw. durch den Kauf grüner Anleihen oder Ausschlusskriterien für Aktien und Anleihen bestimmter Unternehmen.
Sie betonte seit ihrem Antritt als Vorstand der Bundesbank wiederholt die Bedeutung der Klimakrise als Quelle finanzieller Risiken. So sagte sie: „Der Klimawandel kann langfristige Auswirkungen auf die Wirtschaftsstrukturen und -aktivitäten, die Produktivität und andere bedeutende makroökonomische Variablen wie die Preise haben. Selbst wenn Klimaschutzstrategien eingeführt werden, sind Gesellschaften und Volkswirtschaften aufgrund des Klimawandels wahrscheinlich mit zunehmenden Störungen und angebotsseitigen Schocks konfrontiert.“